# Telisj
Telisj (bulgariska: Телиш) är ett distrikt i Bulgarien.   Det ligger i kommunen Obsjtina Tjerven brjag och regionen Pleven, i den centrala delen av landet, 100 km nordost om huvudstaden Sofia.
Trakten runt Telisj består till största delen av jordbruksmark. Runt Telisj är det ganska glesbefolkat, med 47 invånare per kvadratkilometer.